# ファッションショー

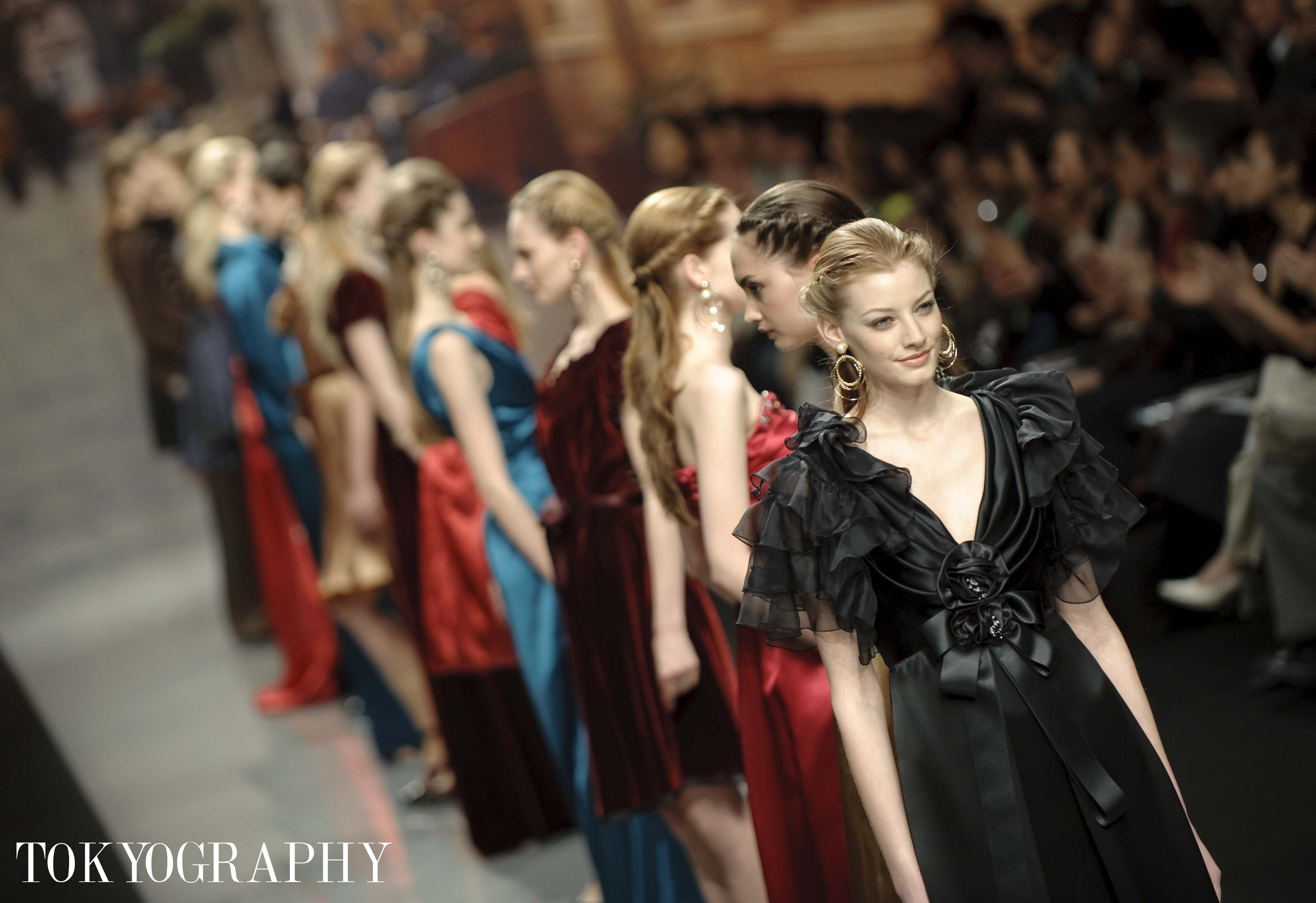
ファッションショーでランウェイを歩くモデル

ファッションショー（英: fashion show）とは、服飾の作品発表、あるいは、流行創出や販売促進などを企図し、モデルに服を着せて観衆に提示すること。イベントとして大きくなると、日本ではコレクションと呼ばれることが多いが、英語では数日に渡る所に着目して「ファッション・ウィーク」(fashion week) と呼ぶ。

## 概要
服飾は立体的であり、光の加減や着る者のプロポーション、あるいは着て動いた場合に見え方が異なるため、陳列棚に並べるよりはマネキン人形に着せた方が、さらに、マネキン人形に着せるよりは人のモデルに着せた方が、顧客にとって自分が着た場合をよりイメージし易い。そのため、ターゲット顧客層を集めて、売り手側が売りたい服を着せたモデルを次々提示するファッションショーが開かれる。
国際的ファッションショーたるファッション・ウィーク (fashion week) に出演するスーパーモデルと呼ばれるファッションモデルは高身長であることが求められ、人種構成は白人が圧倒的多数を占めている。
ファッションショーでは、予め選ばれたモデルが売り手側が用意した服を着て、観客席に挟まれた細長い舞台（ランウェイまたはキャットウォークと呼ばれる）を音楽に合わせて歩いたりポージングしたりして服を表現する。観客の注意を服に向けるためモデルは無表情を貫くのが普通だが、その不文律は山本耀司や川久保玲などの日本人デザイナーが台頭した1980年代初頭からのことと言われている。
ファッションショーは、エンゲル係数が小さく、可処分所得が多い上流階級に向けて行われていたためオートクチュールから始まるが、戦後は先進国において新たに生まれた富裕層に向けてプレタポルテのファッションショーも開かれるようになった。
その後、先進国において増大した中産階級に向けて服飾市場が拡大するが、その需要には大量生産により供給されるため、ファッションショーは卸売や小売業者に対する「新作発表会」などの形で行われ、末端の消費者には、ファッション雑誌においてファッションモデルに、あるいは、テレビ・映画などにおいて俳優やタレントに、売り手側が売りたい服を着せて提示する手法が主流になった。一方、オートクチュールやプレタポルテのファッションショーは、中産階級にとっては実際に購買する対象ではなく、すなわちそれらの売り手側にとっては顧客ではないこともあって、ファッションデザイナー及びファッションブランドの（芸術）作品発表の場、あるいは、中産階級の服の流行の発信源などと見られるようになる。
2000年代に入ると日本では、中産階級の若者向けの服（リアル・クローズ）を対象としたファッションショーが、有料の興行として成立し始めた。

## コレクションとファッションウィーク
日本では、「コレクション」と「ファッションウィーク」との違いがあいまいになっている。日本以外で「コレクション」は、各ファッションウィークの「公式スケジュール」として認められたブランドのショーやプレゼンテーションをさす。「公式」に認められるには主催者による厳しい審査がある。日本でも日本以外でも、各ブランドの新作群は「コレクション」と呼ばれるが、海外ではそれが「ファッションウィーク」全体をさすことはない。

## オートクチュールとプレタポルテ
- オートクチュールのファッションショー
  - パリ
  - ローマ(フランス語のオートクチュールはイタリア語ではアルタモーダ alta moda)
- プレタポルテのファッションショー
  - パリ・コレクション
  - ミラノ・コレクション
  - ニューヨーク・コレクション
  - ロンドン・コレクション

オートクチュールはパリとローマで開催される。プレタポルテは、ニューヨーク、ロンドン、ミラノ、パリの順で続けて開催され、これらは「世界四大コレクション」とも呼ばれている。
オートクチュールとプレタポルテを購買出来る層にとっては、そのファッションショーは展示即売会と同じである。そのため、実際に購買出来るであろう世界的なセレブリティや、各界の著名人などが多く招待される。他方、中産階級から見ると、ファッションデザイナー及びファッションブランドが、自らの服飾作品を発表するイベントである。その情報を伝え、流行創出に関係する各国のファッションジャーナリストやフォトグラファーなどがマスメディアとして招待される。
近年では、日本でも「ジャパン ファッション ウィーク（JFW in Tokyo）」が開催されており、特に日本人デザイナー、ブランドを意識したコレクションが開催されている。2011年 S/Sで13回目となるが、この回からは冠スポンサーに「メルセデス ベンツ」を迎え、「Mercedes-Benz Fashion Week TOKYO」とし、新たなスタートを切る。
これらのショーが一段落すると、今度は、春夏物の場合は夏まで、秋冬物の場合は冬までの数ヶ月間に、世界各国において、ファッションブランド、デパート、ブティックなどが主宰して、上顧客やバイヤー向けのファッションショーが幾度となく開催される。開催場所はホテルや専用ミュージアムが見られる。開催形式は、モデルのウォーキングがある場合にもステージ上ではなくフロア上の場合もあり、モデルのウォーキングは無しで着て見せるだけの展示会形式で執り行われる場合もある。

## リアル・クローズ
近年の日本では、リアル・クローズと呼ばれる中産階級の若者向けの服を対象としたファッションショーが成立している。買い手側にとっては、憧れのファッションモデルが見られるイベントであり、売り手側にとっては、消費の低迷や少子化によるパイの減少の打開策としての囲い込みの面がある。
ファッションブランドが単独で主催して開催する例、あるいは、ファッション雑誌が主催し、同誌に掲載されている複数のファッションブランドが参加して専属モデルや読者モデルが出演し、読者を観客として招待する例は、かねてから販売促進の方法として存在した。
近年の傾向として、テレビ局や流通企業（ファッションビル等）が主催あるいは実行委員会の一角を担い、多数のファッションブランドが参加して、多くの観客を集める大規模イベントが見られるようになった。この新しい型の中でも大規模なものは公演時間が昼から夜まで6時間以上に及び、プロのファッションモデルや読者モデルの他に、地元芸能事務所所属者や一般参加者もモデルとしてステージに上がれるオーディションが存在し、参加型のファッションショーとなっている。この型では流行のポピュラー音楽のアーティストやお笑いタレントのライブが加わることが通例で、興行の面も強い。また、規模は小さくなるが、クラブで開催し、音楽の比重を高めたファッションイベントも見られるようになった。
プロのファッションモデルはほとんど参加しないが、地域の祭りや商店街イベントの中の1つの出し物としての開催例や、ファッション専門学校などによる開催例もあり、ファッションショーは多様化が進んでいる。

### 大規模興行形式
屋内施設において観覧有料で開催する方式では、2002年（平成14年）から開催されている神戸コレクションが初めて興行として充分な集客・収入を達成してS/SとA/Wの年2回継続開催するのに成功した。神戸コレクションを嚆矢として、東京ランウェイ（旧・神戸コレクション東京公演）、東京ガールズコレクション、ガールズアワード、関西コレクションが年2回（S/SとA/W）の継続開催を実現している。また、札幌コレクション、福岡アジアコレクション、東北ドリームコレクションは年1回（S/SまたはA/W）の継続開催を実現し、日本カワイイ博 IN 新潟は不定期ながら年1回の開催を維持している。東京で開催されているイベントの中には、日本のリアル・クローズを海外に情報発信する目的で外務省が、イベント観覧のため来日する外国人の増加を目的に観光庁（国土交通省の外局）が後援している例がみられる。また、福岡アジアコレクションでは、地場産業振興とアジアへの情報発信を目的に産学官連携の「福岡アジアファッション拠点推進会議」が組織され、同イベントを主催している。いずれのイベントでも、東京のプロのファッションモデルが多数参加している。
屋外あるいは半屋外で観覧無料で開催する方式もあり、2008年（平成20年）から開催されている仙台コレクション（アーケード街のぶらんどーむ一番町で開催）が初めて充分な集客を達成して継続開催に成功した。観覧無料の仙台コレクションは商店街で開催される都市イベントとみなされ、中小企業庁（経済産業省の外局）の商店街活性化の補助金も得ている。同様な方式を採っているものには、三宮コレクション（アーケード街の三宮センター街等で開催）、栄ランウェイ（大津通を歩行者天国にして開催、TBS系列：CBCと総務省東海総合通信局が主催）、総曲輪コレクション（グランドプラザのアトリウムで開催、フジ系列：BBTが関与）、静岡コレクション（静岡まつりの一部として御幸通りを歩行者天国にして開催、TBS系列：SBSが関与）などがある。東京のプロのファッションモデルが複数参加している仙台と静岡以外は、いずれもプロモデルがゲスト出演することなどはあるが、ほとんどが地元モデルによるファッションショーである。
TGCは、同イベントのブランド力を生かして「東京ガールズコレクション in ○○」等と題し、これまで沖縄県・愛知県・福島県などで地方開催を実施している。一方、神戸コレクションは、同イベントの名称を使用せずに地方開催あるいは各地のファッションイベントへの協力をするようになり、東京での開催は「神戸コレクション 東京公演」から2012年に「東京ランウェイ」に改称し、地方では2010年から福岡アジアコレクション、2011年から名古屋コレクション（栄ランウェイ）、2013年から東北ドリームコレクション、2014年から静岡コレクションに協力している。
この手のショーの場合、観客席の後ろ側や出品者の実店舗などでモデルが着た服の展示即売が行われ、携帯電話やインターネットのウェブサイトでも販売する例も見られる。また、コレクションが終わった後の深夜に、場所を替えるなどして「Official After Party」などと称した公式クラブイベントが付随して開催される例も見られる。

### 日本のファッションショー
| 名称                       | 略 称    | 対象  | 対象  | 会場                                                      | 来場者数 （人） | 開始年 | A P | 運営に関与               | 運営に関与                     |
| 名称                       | 略 称    | 春 夏 | 秋 冬 | 会場                                                      | 来場者数 （人） | 開始年 | A P | テレビ局 流通            | 関連省庁                       |
| -------------------------- | -------- | ----- | ----- | --------------------------------------------------------- | --------------- | ------ | --- | ------------------------ | ------------------------------ |
| 札幌コレクション           | サツコレ | ○     | －    | 北海きたえーる                                            | 09,500          | 2007年 | ○   | フジ系列：UHB            |                                |
| 仙台コレクション           | 仙コレ   | －    | ○     | 一番町アーケード                                          | 60,000          | 2008年 | ○   | イオン系：仙台フォーラス | 中小企業庁                     |
| 東北ドリームコレクション   | ドリコレ | －    | ○     | 仙台サンプラザ                                            | 04,712          | 2012年 | －  | フジ系列：OX             |                                |
| 東京ガールズコレクション   | TGC      | ○     | ○     | (S/S) 国立代々木第一体育館 (A/W) さいたまスーパーアリーナ | 33,200          | 2005年 | ○   |                          | 外務省、観光庁                 |
| ガールズアワード           | GA       | ○     | ○     | 幕張メッセ                                                | 34,000          | 2010年 | －  | フジ系列：CX             | 外務省                         |
| 東京ランウェイ             |          | ○     | ○     | 幕張メッセ                                                | 16,016          | 2005年 | －  | TBS系列：TBS、MBS        | 観光庁                         |
| 渋谷ガールズコレクション   | SGC      |       |       | 国立代々木第一体育館                                      | 19,800          | 2006年 | －  | 東急系：109              | 外務省、日本政府観光局、環境省 |
| 原宿スタイルコレクション   | 原コレ   | ○     | ○     | 有明コロシアム                                            | 12,600          | 2009年 | －  |                          |                                |
| 日本カワイイ博 IN 新潟     | JKE      |       |       | 朱鷺メッセ                                                | 07,600          | 2012年 | －  | フジ系列：NST            |                                |
| 静岡コレクション           | 静コレ   |       |       | グランシップ                                              |                 | 2014年 | －  | TBS系列：SBS             |                                |
| ナゴヤコレクション         |          |       |       | 栄の複数会場                                              |                 | 2006年 | ○   |                          |                                |
| 大阪インポートコレクション | OIC      |       |       | ザ・リッツ・カールトン大阪                                | 03,800          | 2007年 | ○   |                          |                                |
| 関西コレクション           | 関コレ   | ○     | ○     | 京セラドーム大阪                                          | 30,000          | 2011年 | －  | テレ朝系列：ABC          |                                |
| 神戸コレクション           | 神コレ   | ○     | ○     | ワールド記念ホール                                        | 13,024          | 2002年 | ○   | TBS系列：MBS             |                                |
| 福岡アジアコレクション     | FACo     | ○     | －    | 福岡国際センター                                          | 07,524          | 2009年 | －  | TBS系列：RKB             |                                |

※「S/S」は春夏コレクション、「A/W」は秋冬コレクション。定期的に開催している場合は「○」、不定期開催の場合は空欄、開催していない場合は「－」とした。
※仙台コレクションは、アーケード（歩行者専用道路）で観覧無料で開催されるため、屋内で入場有料で開催される他のファッションショーとは観客数の算出方法が異なる。
※AP：アフターパーティ。一般入場可のものを「○」、一般入場不可あるいは実施していないものは「－」とした。

### パーティ形式
ファッションショーが一部行われる、ライブやDJプレイを中心としたクラブイベントも行われている。この場合、ライブハウスやホテルのコンベンションルームなどを使用して、飲酒も可能なパーティ形式で行われる。場合によっては、深夜に始まり、夜通し行われる例もある。以下に主な例を列挙する。
- 渋谷コレクション（渋コレ）：渋谷や六本木のライブハウスで開催。1000人規模の集客。2006年〜
- SWEETsociety：ハイアットリージェンシー大阪と新木場ageHaで開催。2007年〜
- 福岡ラブ&コレクション（ラブコレ）[37]：2008年には福岡Yahoo!JAPANドームで開催し、20,000人を集めたとされる[38]が、2009年および2010年にはソラリア西鉄ホテルでの開催となり規模も2,000人程度の集客に縮小された。それ以降の開催は現在まで行われていない。
- 沖縄×渋谷エッジコレクション (ecolle) [39]：沖縄市のライブハウスで開催。環境省協力。2009年〜